# Presa Bacurato
La Presa Bacurato más formalmente llamada Presa Gustavo Díaz Ordaz, es una presa ubicada en el cauce del Río Sinaloa en el municipio de Sinaloa en el estado del mismo nombre, fue puesta en operaciones el 26 de julio de 1987, cuenta con una central hidroeléctrica capaz de generar 92 megawatts de energía eléctrica, su embalse es aproximado a 1,860 hectómetros cúbicos de agua.